# Attractiepark Slagharen
Koordinaten: 52° 37′ 19″ N, 6° 34′ 50″ O

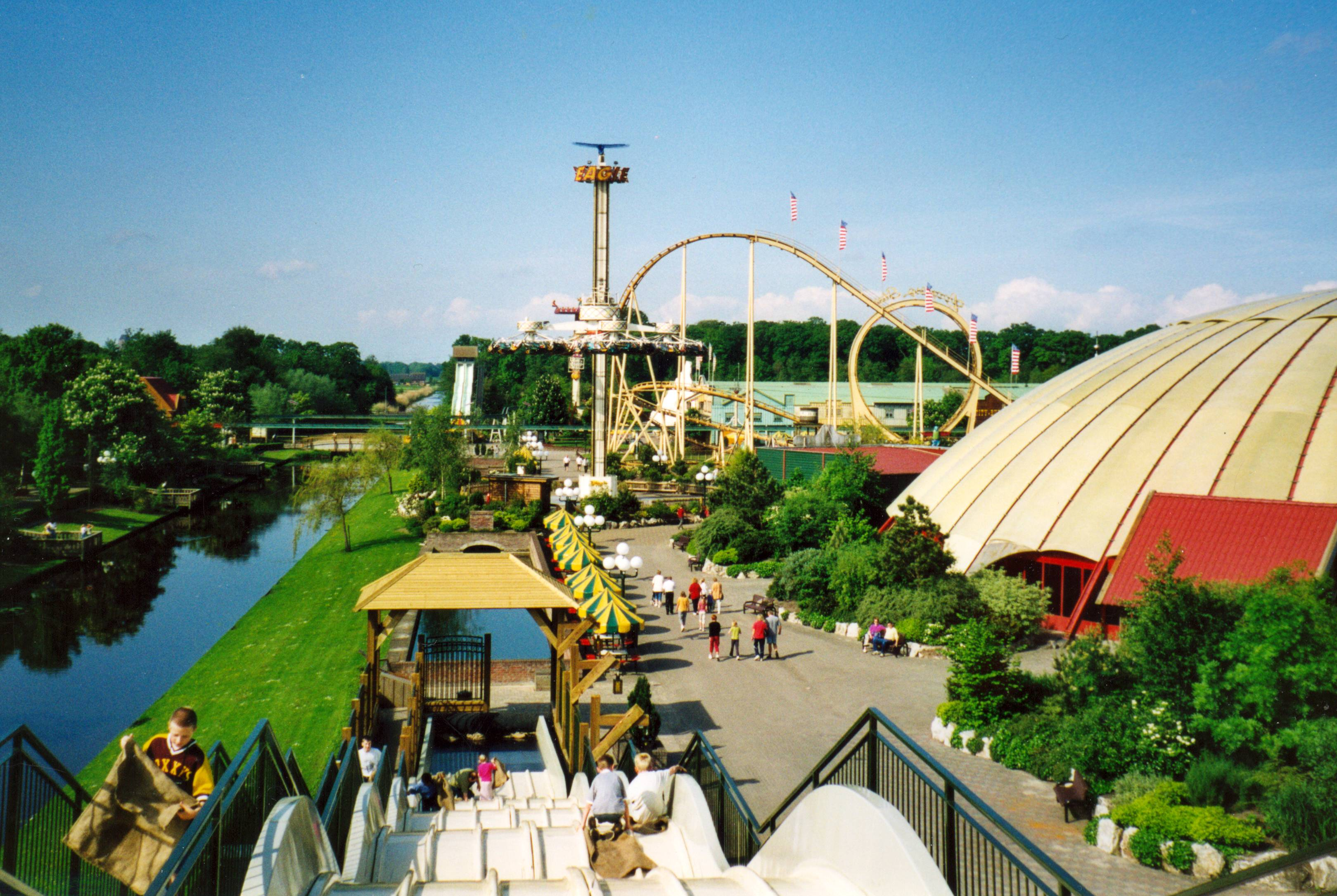
Blick in den Park im Jahr 2002

Der Attractiepark Slagharen (Themepark & Resort Slagharen) ist ein saisonaler Freizeitpark in Slagharen (Niederlande). Er wurde 1963 durch Henk Bemboom (1921–2014) unter dem Namen Shetland Ponypark Slagharen eröffnet und 1998 in Attractiepark Slagharen umbenannt. Seit 2010 ist der offizielle Name des Parks: Themepark & Resort Slagharen.
Der Park war im Besitz der Familie Bemboom und wurde von Henric Bemboom geführt. Der Park hat jedes Jahr mehr als eine Million Besucher und zählt damit zu den großen niederländischen Freizeitparks. Der Park wurde im März 2012 an die spanische Freizeitpark-Gruppe Parques Reunidos verkauft. Seit 2015 bietet das Resort mit Aqua Mexicana auch einen eigenen Wasserpark.

## Chronik der Attraktionen
| Jahr | Aktion       | Attraktion                                                                    |
| ---- | ------------ | ----------------------------------------------------------------------------- |
| 1973 | Eröffnung    | Riesenrad, Octopus                                                            |
| 1976 | Eröffnung    | Monorail, Kabelbaan                                                           |
| 1977 | Eröffnung    | Enterprise                                                                    |
| 1979 | Eröffnung    | Apollo 14, Thunder Loop                                                       |
| 1984 | Eröffnung    | Traumboot                                                                     |
| 1991 | Eröffnung    | Mountain Slide                                                                |
| 1992 | Eröffnung    | Ripsaw Falls                                                                  |
| 1997 | Eröffnung    | Pirat                                                                         |
| 1998 | Eröffnung    | The Eagle                                                                     |
| 1999 | Eröffnung    | Chuck Wagon, Sky Tower                                                        |
| 2003 | Eröffnung    | Free Fall                                                                     |
| 2013 | Schließung   | Ocean of Darkness, Dream Catcher, Rodeo-Rider                                 |
| 2013 | Eröffnung    | Expedition Nautilus, Fogg's Trouble, The Passepartout Explorer, Magic Bikes   |
| 2015 | Schließung   | Traumboot, Hara Kiri (jetzt Teil von Aqua Mexicana als normale Wasserrutsche) |
| 2015 | Eröffnung    | Aqua Mexicana                                                                 |
| 2016 | Schließung   | Looping Star                                                                  |
| 2016 | Umgestaltung | Octopus → El Torito                                                           |
| 2017 | Eröffnung    | Gold Rush                                                                     |

## Attraktionen

### Achterbahnen
| Name       | Typ                | Hersteller                 | Eröffnungsjahr | Bemerkungen                                      | Weblinks |
| ---------- | ------------------ | -------------------------- | -------------- | ------------------------------------------------ | -------- |
| Gold Rush  | Launched Coaster   | Gerstlauer Amusement Rides | 2017           | Thematisiert nach dem kalifornischen Goldrausch. |          |
| Mine Train | Familienachterbahn | Vekoma                     | 2001           |                                                  |          |

#### Ehemalige Achterbahnen
| Name             | Typ                           | Hersteller   | Eröffnungsjahr | Schließungsjahr | Bemerkungen | Weblinks |
| ---------------- | ----------------------------- | ------------ | -------------- | --------------- | --- | -------- |
| Keverbaan        | Familienachterbahn            | Zierer Rides | 1976           | 2000            | Befand sich von 2001 bis 2019 als Catarina in Selva Mágica, Mexiko. |          |
| Thunder Loop     | Stahlachterbahn mit Inversion | Schwarzkopf  | 1979           | 2016            | Vorherige Namen waren Superachtbaan Looping Star und von spätestens 2002 bis 2010 Looping Star. Befindet sich seit 2018 als Looping Star in Parko Paliatso Luna Park, Zypern. |          |
| unbekannter Name | Holzachterbahn, Wilde Maus    | Mack Rides   | 1974           | 1975            | Bevor die Bahn nach Slagharen kam, befand sie sich auf der Expo 58, Belgien, als Souris folle.                                                                                |          |

### Weitere Attraktionen
| Name                                                            | Typ                         | Hersteller               |
| --------------------------------------------------------------- | --------------------------- | ------------------------ |
| Ripsaw Falls                                                    | Wildwasserbahn              | Reverchon                |
| Enterprise                                                      | Enterprise III              | Schwarzkopf GmbH         |
| Kabelbaan                                                       | Sessellift                  | Seba Seilbahnbau GmbH    |
| Apollo                                                          | Kettenkarussell             | Schwarzkopf/Bemboomrides |
| Free Fall                                                       | Freifallturm                | Fabbri                   |
| Octopus                                                         | Monster 2                   | Schwarzkopf GmbH         |
| Pferdekarussell                                                 | Hoppla Hopp Pferdekarussell | Zierer Rides             |
| Sky-Tower                                                       | Aussichtsturm               | Schwarzkopf/Eigenbau     |
| Riesenrad                                                       | Riesenrad                   | Schwarzkopf GmbH         |
| Pioneer Express 63                                              | Einschienenbahn             | Züge: Schwarzkopf        |
| Tomahawk                                                        | Troika                      | Huss Rides               |
| Piraat                                                          | Pirat (Schiffschaukel)      | Huss Rides               |
| Eagle                                                           | Condor                      | Huss Rides               |
| White Water                                                     | Hara Kiri Raft Slide        | Van Egdom                |
| sowie zahlreiche Attraktionen für Kinder und abwechselnde Shows |                             |                          |